# Cladomelea debeeri
Espèce
Cladomelea debeeri est une espèce d'araignées aranéomorphes de la famille des Araneidae.

## Distribution
Cette espèce est endémique du KwaZulu-Natal en Afrique du Sud,.

## Description
La femelle holotype mesure 15,84 mm.

## Étymologie
Cette espèce est nommée en l'honneur de Len de Beer.

## Publication originale
- Roff & Dippenaar-Schoeman, 2004 : Description of a new species of Cladomelea bolas-spider from South Africa, with notes on its behaviour (Araneae: Araneidae). African Invertebrates, vol. 45, p. 1-6.